# Langobarden

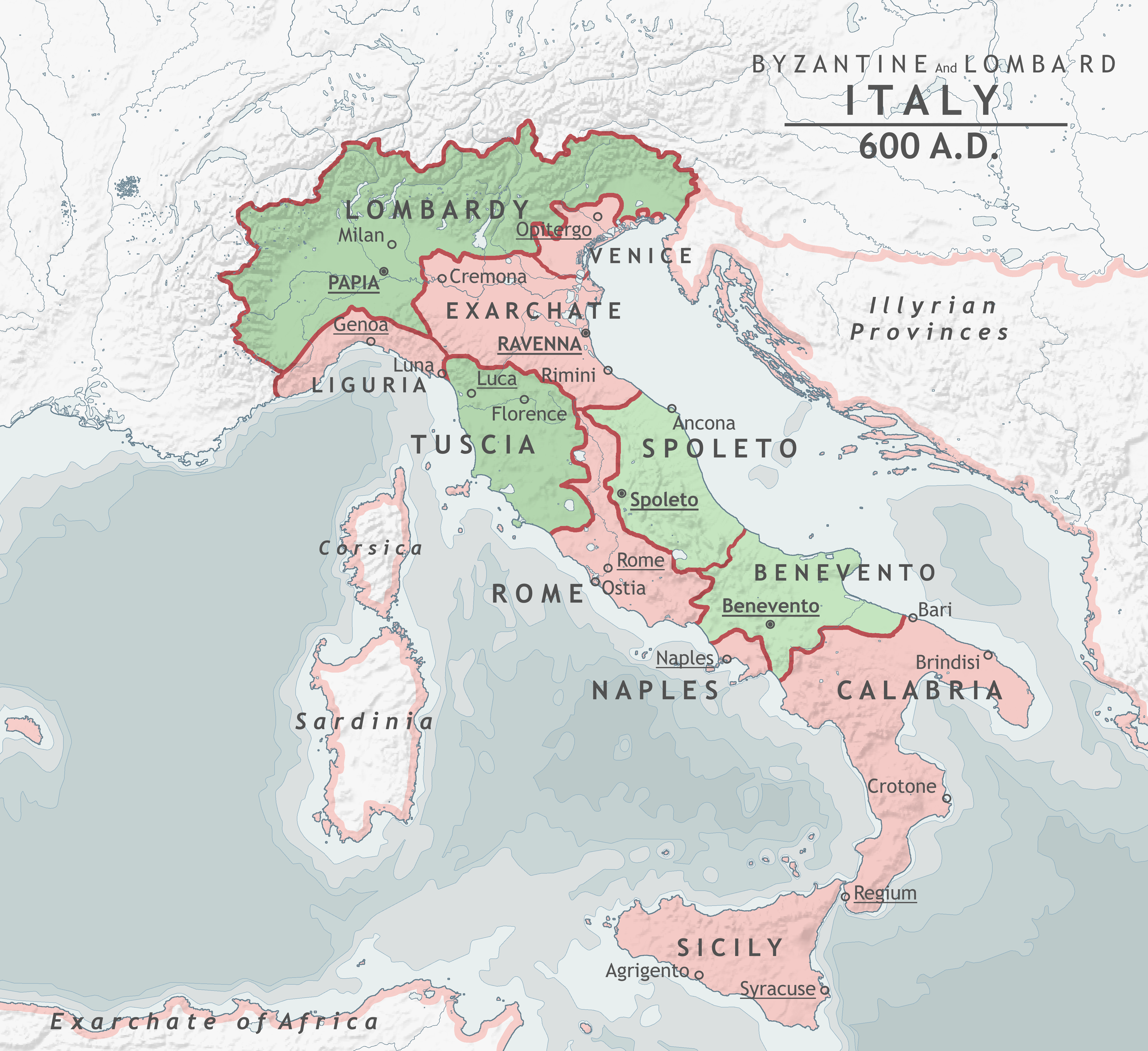
Das Langobardenreich in Italien um 600

Die Langobarden (lateinisch Longobardi, altgriechisch οἱ Λαγγοβάρδοι, auch Winniler) gehörten, wie man lange annahm, als ethnische Gruppe der Stammesgruppe der Sueben an und waren eng mit den Semnonen verwandt. Demnach waren sie ein elbgermanischer Stamm, der ursprünglich an der unteren Elbe siedelte und dann migrierte.
Diese traditionelle Sicht wird heute aber eher selten vertreten. Stefano Gasparri fasste 2017 die Forschungsergebnisse der letzten Jahrzehnte so zusammen, dass die Langobarden wie andere als gentes bezeichnete Gruppen zur Zeit der Völkerwanderung vielmehr eine politisch-militärische Ansammlung darstellten, die sich an den Rändern bzw. zum Teil innerhalb des Römischen Reiches bildeten, dessen Grenzen überaus durchlässig waren, und die unter einem erfolgreichen militärischen Anführer standen. Sie dienten sich den Römern an (Föderaten) oder versuchten aus deren Reich auf andere Weise Prestige oder materiellen Gewinn zu schlagen. Somit war Verwandtschaft nur einer der Gründe, die diese Verbände immer wieder neu entstehen ließen. Sie gaben sich im Nachhinein eine Herkunfts- und Abstammungslegende.
Im 5. Jahrhundert tauchten Langobarden unter einem dieser Anführer namens Wacho in römischen Aufzeichnungen auf. Sie erschienen bald an der Donau in Pannonien. Ab 568 eroberten sie unter König Alboin große Teile Italiens, wobei sie große andere Verbände begleiteten, wie etwa Sachsen, und errichteten das Langobardenreich. Diesem zwischenzeitlich christianisierten – zunächst arianisch, dann katholisch – Reich setzte das fränkische Heer unter Führung König Karls I. mit der Eroberung der Hauptstadt Pavia im Jahr 774 ein Ende. Der Süden Italiens verblieb allerdings unter langobardischer Herrschaft. Auf die Hauptsiedlungsgebiete im Norden geht die Bezeichnung der Lombardei zurück. Dort war, vor allem gegen Ende des Langobardenreichs, die Unterscheidung zwischen Romanen und Langobarden immer weniger ausgeprägt, so dass am Ende fast alle Bewohner des Reiches Langobarden hießen.
Als ebenso unhaltbar wie die Annahme einer rein verwandtschaftlichen Grundlage des Zusammenhalts und der Zusammensetzung der Langobarden („Völkerwanderung“) erwies sich die vor allem in Italien lange verbreitete Vorstellung, die Kette „barbarischer Invasionen“ hätte gleichsam nur eine Unterbrechung der kulturellen Entwicklung zwischen dem Ende des Römerreiches und dem Hochmittelalter bedeutet.

## Name
Woher der Name der Langobarden stammt, ist unklar. Die „Langobardi“, die Strabon um die Zeitenwende in seiner Geographie 7,1,3 erwähnt, werden als Ersterwähnung betrachtet. Der langobardische Chronist Paulus Diaconus berichtet Ende des 8. Jahrhunderts von einer alten Sage (siehe Historia Langobardorum). Demnach hießen die Langobarden einstmals Winniler. Diese wurden von den Vandalen bedroht, und beide Völker rüsteten zum Kampfe. Die Vandalen beteten zu Wodan, und er sagte ihnen, dass jene den Sieg erringen würden, die er frühmorgens als erste erspähe. Gambara, die Mutter der winnilischen Herzöge Ibor und Agio, riet aber, zur Göttin Frea, der Frau Wodans, zu beten. Frea gab die Anweisung, dass sich die Frauen der Winniler frühmorgens im Osten aufstellen und ihre langen Haare wie Bärte vor das Gesicht binden sollten. Tatsächlich stand Frea zeitig auf und wendete das Bett Wodans nach Osten, und als er erwachte, sah er die Winnilerinnen und fragte erstaunt: „Wer sind diese Langbärte?“ Da entgegnete Frea: „Du hast ihnen den Namen gegeben, nun gib ihnen den Sieg!“ So siegten die Winniler über die Vandalen, und seither nennen sie sich Langobarden.
In der Forschung ist die Herleitung des Namens umstritten, zumal die Schilderung des Paulus Diaconus topische Elemente enthält, und weil lange Barttracht kein besonderes Kennzeichen nur der Langobarden war. Dennoch wird auch in der neueren Forschung die Herleitung Langobarden von Langbärte aus philologischen Gründen für wahrscheinlich gehalten, wobei von einer ursprünglichen Fremdbezeichnung ausgegangen wird. Eine in der Forschung erwogene alternative Bezeichnung nach einer stammestypischen Streitaxt wird hingegen als problematischer angesehen.

## Geschichte

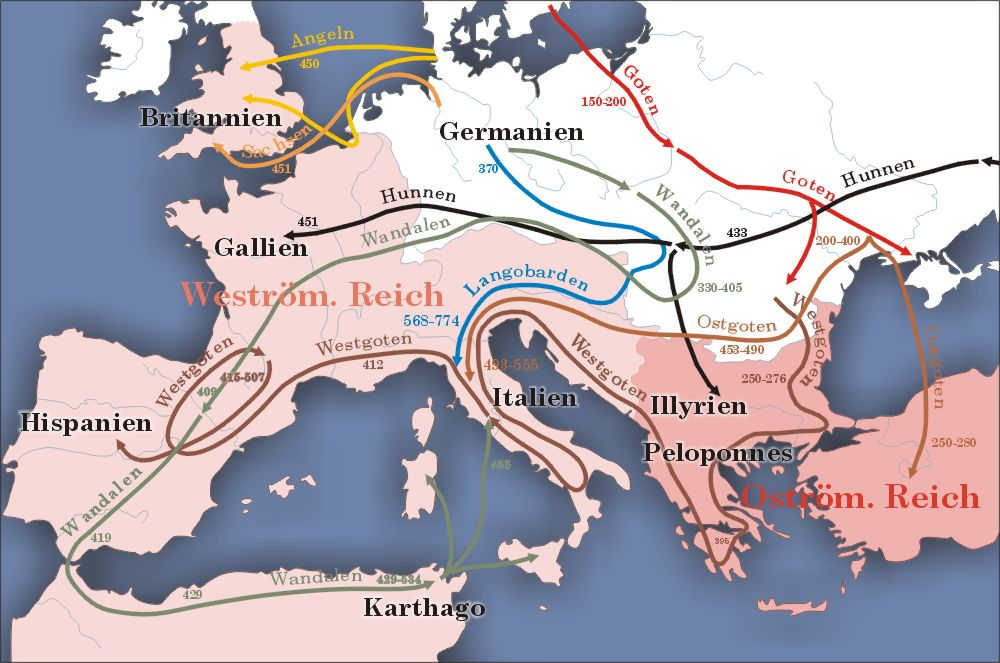
Wanderung der Langobarden (blau) zwischen dem 4. und dem 8. Jahrhundert n. Chr. nach der traditionellen, heute umstrittenen Interpretation

Die Frühgeschichte der Langobarden ist aufgrund zeitbedingter Vorstellungen von geschlossenen, wandernden Völkern vielfach missdeutet worden. Nach heutigen Vorstellungen handelt es sich eher um politisch-militärische Verbände, die sich zusammenfanden, und die über die Dauer der Zeit eine Zusammengehörigkeit entwickelten, bald eine übergreifende Sprache, die von einem zahlenmäßig dominierenden Kernverband ausging. Daher war sowohl das Hereinnehmen anderer Verbände, als auch die Wiederabspaltung, wenn man anderen Zielen zu folgen gedachte, vergleichsweise unproblematisch. Dies gilt vor allem für die eigentliche Wanderungszeit und die Generation danach. Dass Gruppen des Namens Langobarden an der unteren Elbe im späten 1. Jahrhundert v. Chr. mit den ab dem 5. Jahrhundert weiter südlich genannten, ab 568 nach Italien wandernden Gruppen in Zusammenhang stehen – gar genetischem –, ist daher umstritten, konnte durch genetische Untersuchungen jüngerer Zeit jedoch für die Gruppen zwischen Ungarn und Italien immerhin nachgewiesen werden.
Als Langobarden bezeichnete Gruppen wurden von Strabon und Tacitus für das Jahr 3 v. Chr. als Teil des Marbod-Bundes erwähnt. Während eines Feldzuges des Tiberius zur Elbe im Jahre 5 n. Chr., der im Zuge des immensum bellum stattfand, werden Langobarden erneut erwähnt: Der Geschichtsschreiber Velleius Paterculus schrieb „Die Macht der Langobarden wurde gebrochen, eines Stammes, der noch wilder als die germanische Wildheit ist.“ Strabon erwähnt, dass die eigentlich auf dem linken Elbufer siedelnden Langobarden auf das rechte Elbufer übersiedelten.
Dies scheint auch durch den Abbruch der Belegung von lokalen Friedhöfen unterstützt (vgl. Wahlitzer Gruppe). Durch den anschließenden Rückzug der Römer an den Rhein verschwanden die Langobarden für die nächsten ca. 150 Jahre aus der Historie, vielleicht weil sie als Militärverband keine Funktion mehr hatten, die in Zusammenhang mit Rom stand. Die Archäologie zeigt eine als elbgermanisch bezeichnete Fundgruppe beiderseits der unteren und mittleren Elbe und in Böhmen. Langobarden drangen 166 n. Chr. zu Beginn der Markomannenkriege als Teil eines Plünderungszuges ins Römerreich ein.
Nach den Markomannenkriegen verlagerte sich nach archäologischen Erkenntnissen der Siedlungsschwerpunkt von Mecklenburg in die westelbische Altmark. Archäologisch als Elbgermanen zu identifizierende Bevölkerungsgruppen besetzten ab 250/260 das Gebiet an der mittleren Donau im heutigen Niederösterreich, in dem vorher die Rugier gesiedelt hatten; unter ihrem König Godeoc siedelten auch die Langobarden 489 am linken Donauufer zwischen Linz und Wien.

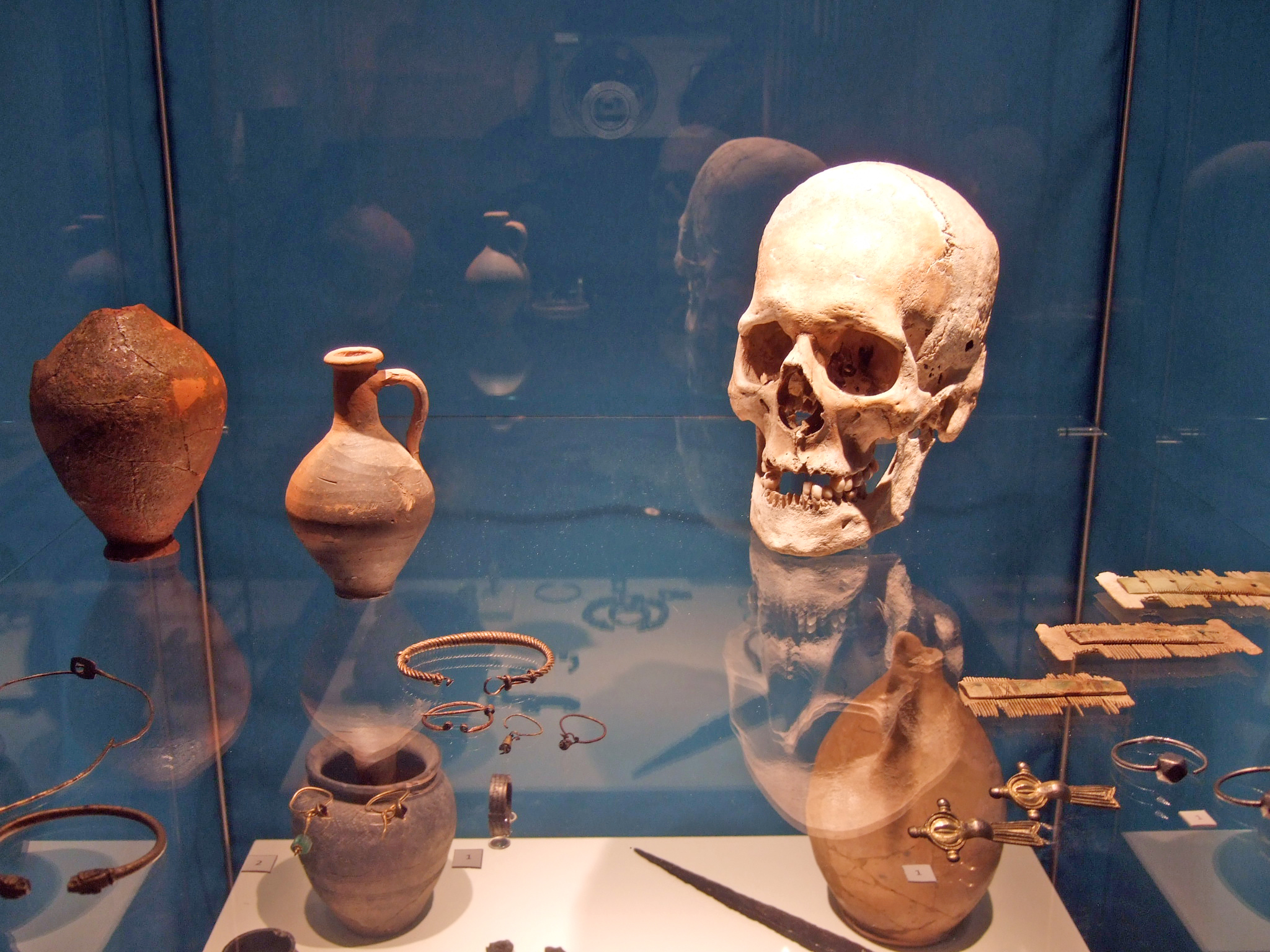
Grabbeigaben aus dem westungarischen Binnenkastell Keszthely-Fenékpuszta

Um 490 zog eine Gruppe, die die Quellen als Langobarden bezeichnen, nach Mähren und zu Beginn des 6. Jahrhunderts nach Pannonien, genauer auf das Tullnerfeld. Im Jahr 510 vernichteten sie unter ihrem Führer Tato dort endgültig das von Rudolf regierte Herulerreich.
Unter dem nachfolgenden König Wacho zogen die Langobarden nach Pannonien (Pannonia inferior) weiter; unter Audoin erfolgte 546/47 die Ansiedlung auch in der Pannonia Secunda und somit in ganz Westungarn und im Gebiet des heutigen Burgenlandes. Diese Ansiedlung wurde von dem oströmischen Kaiser Justinian I. unterstützt, da er von den Langobarden annahm, dass sie die östlich der Donau lebenden Gepiden in Schach halten und zudem einen Sicherheitsgürtel gegen die Ostgoten in Italien bzw. die Franken im ehemaligen Gallien bilden würden. Die Langobarden unternahmen aber auch Plünderungszüge nach Dalmatien und Illyrien und stießen dabei bis zum byzantinischen Epidamnus vor.
Es ist aber unsicher, ob ein Bevölkerungsverband der Langobarden in der Zeit zwischen der in antiken Quellen überlieferten Siedlungsphase an der unteren Elbe und dem Auftauchen an der mittleren Donau wirklich existiert hat. Möglicherweise wurde erst an der Donau eine sich stetig neu mischende Bevölkerungsgruppe in Auseinandersetzungen mit den Herulern neu formiert. So erscheint in den Quellen eine große Gruppe von Sachsen, die sich den Langobarden angeschlossen hat. Nach dieser Deutung nahm sie einen alten, bekannten und ruhmträchtigen Namen an. Kaiser Justinian überließ den Langobarden laut Prokop „die pannonischen Festungen und die norische Polis“. Nachdem sie bereits während Justinians Perserzug Hilfstruppen gestellt hatten, begleiteten viele langobardische Krieger im Jahr 552 den oströmischen Heerführer Narses nach Italien, um gegen die Ostgoten zu kämpfen; sie wurden aber aufgrund ihrer Disziplinlosigkeit bald entlassen.

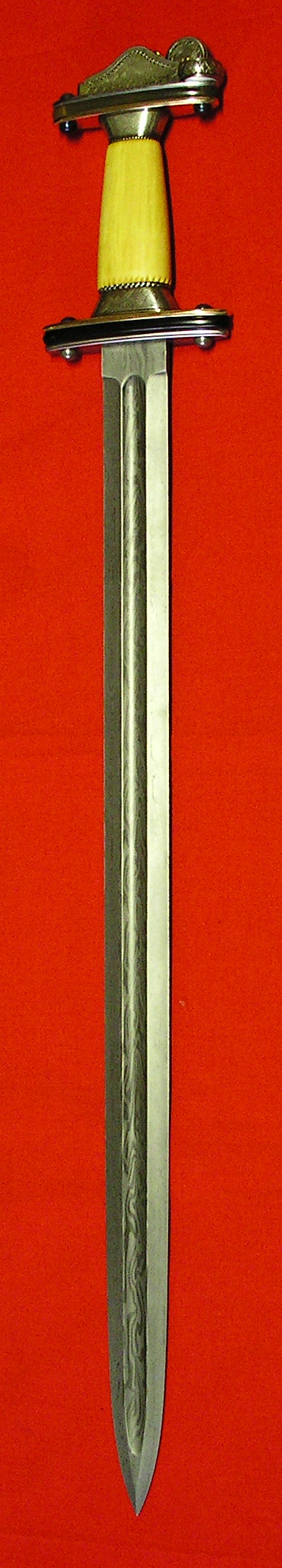
Langobardisches Schwert (Spatha, Reproduktion) im Museum von Bergamo

Im Jahr 567 vernichteten die Langobarden nach langen Kämpfen zusammen mit den Awaren das Gepidenreich. Bereits im folgenden Jahr zogen die meisten Langobarden nach Italien, begleitet von Gepiden, Thüringern, Sarmaten, Sueben, Pannoniern und Norikern, sowie Sachsen, wie Paulus Diaconus berichtet (Historia Langobardorum, liber III, 5). Ob sie, wie man früher zumeist annahm, awarischem Druck weichen mussten, ob sie von vornherein die reiche Halbinsel im Blick hatten oder gar von Narses eingeladen wurden, ist umstritten. Sie eroberten jedenfalls ab dem 2. April 568 unter König Alboin Teile Italiens, das sie 552 als immer noch relativ reiches Land kennengelernt hatten. Gemeinsam mit anderen germanischen Stämmen drangen sie weiter nach Süden vor, konnten aber nicht die ganze Halbinsel erobern: Etwa die Hälfte des Landes blieb unter der Kontrolle des Oströmischen Reiches.
Die langobardische Landnahme in Italien gilt als der letzte Zug der spätantiken Völkerwanderung und mithin als ein mögliches Datum für das Ende der Antike und den Beginn des Frühmittelalters in diesem Raum. Anhand der Gräberfelder lassen sich die wichtigsten langobardischen Siedlungsgebiete in Italien festmachen. Diese konzentrierten sich vor allem auf die Gebiete nördlich des Po von Piemont bis Friaul, im Gebiet zwischen Lago Maggiore und Gardasee (hier hatte sich bereits vor 550 die ostgotische Besiedlung konzentriert). Nach Süden hin stößt man auf bedeutend weniger Gräberfelder. Der Großteil der in Italien ansässigen Langobarden nahm das arianische Christentum an. Das Langobardenreich mit der Hauptstadt Pavia umfasste Norditalien und Teile Mittel- und Süditaliens. Es gliederte sich in mehrere Dukate (Teilherzogtümer), die zunächst von Familien- und Kampfverbänden geführt wurden.
Wie groß die Zahl der nach Italien eingewanderten Langobarden war, lässt sich angesichts der ungünstigen Quellenlage nicht genau bestimmen. Schätzungen gehen von etwa 100.000 bis ca. 150.000 Menschen aus, eingeschlossen andere ethnische Gruppen, die sich dem langobardischen Stammeskern angeschlossen hatten (u. a. Sachsen und Reste der Gepiden). Die vom langobardischen Geschichtsschreiber Paulus Diaconus genannte Zahl von 500.000 Menschen ist wohl zu hoch, wie das bei Zahlenangaben antiker und mittelalterlicher Autoren nicht selten der Fall ist. Schon die Versorgung einer derart gewaltigen wandernden Menschenmenge wäre auf unüberwindliche Hindernisse gestoßen. Paulus Diaconus zählt allein 20.000 sächsische Männer, die die Langobarden nach Italien begleiteten, was darauf schließen lasse, so Wilfried Menghin, dass sich wohl mindestens 40.000 Menschen mit ihnen auf den Weg machten. Er nimmt zudem an, die Gesamtzahl der Langobarden sei mindestens drei Mal so groß zu veranschlagen, wie die der Sachsen. Walter Pohl kam 2009 auf etwa 100.000 Zuwanderer.
Der Langobardenzug nahm seinen Ausgang vom Westufer des Plattensees und bewegte sich über Emona und dann nach Kalce und weiter nach Aidussina und Savogna bis nach Cividale del Friuli, ohne dass sie auf viel Widerstand gestoßen wären. In der Nähe von Spresiano kam ihnen der Bischof von Tarvisium entgegen und übergab Alboin die Schlüssel der Stadt Treviso, die zu einem langobardischen Herzogtum erhoben wurde. Vermutlich auf der alten Römerstraße führte der Weg nach Vicenza und nach Verona, das er Ende Oktober 568 erreichte. Auf diesem Weg gründete er vier Herzogtümer (Cividale – hier setzte er seinen marpais (Marschall) und Neffen Gisulf ein –, Ceneda, Treviso und Vicenza). 569 gründete er weitere Herzogtümer in Brescia und Bergamo. Mailand wurde am 3. September 569 erobert. Von hier aus wurden die Herzogtümer Turin und Asti, wohl zur Abwehr möglicher Übergriffe der Franken, aber auch zwecks eigener Raubzüge gegründet. Ewin wurde das Herzogtum Trient überlassen. Weiter ging es über Ligurien und Tuscien nach Pavia. Diese Stadt leistete erbitterten Widerstand und konnte erst 572 erobert werden. In Mittel- und Süditalien wurden die Herzogtümer Benevent und Spoleto gegründet. In seiner Hauptstadt Verona wurde Alboin am 28. Juni 572 (oder 573) ermordet.
Nach der Ermordung Alboins folgte Cleph nach, der aber ebenfalls nach kurzer Zeit ermordet wurde (574). Danach wurde für zehn Jahre kein König gewählt (Interregnum), während der die verschiedenen Herzöge ein meist gewalttätiges Regime führten.
Schließlich wurde der Sohn Clephs, Authari (584–589), zum König gewählt. Dieser heiratete Theudelinde, Tochter des verbündeten Herzogs Garibald I. von Baiern. Nach dem Tode Autharis heiratete die katholische Theudelinde nun Agilulf, der zwar selbst Arianer war, aber unter dem Einfluss seiner Frau die Annäherung an den katholischen Papst in Rom suchte. So gestattete er einigen vor den Langobarden geflohenen Bischöfen die Rückkehr und gab auch in Besitz genommene Kirchengüter zurück. Erst ab 662 verdrängte der Katholizismus den Arianismus endgültig unter den die katholische einheimische Bevölkerungsmehrheit beherrschenden Langobarden. Vermutlich gaben die Langobarden zu dieser Zeit auch ihre gemeinsame Sprache auf und integrierten sich rasch und vollständig in die römische Bevölkerung. In der Forschung markiert der Langobardeneinfall, mit dem die Halbinsel für 1300 Jahre ihre politische Einheit verlor, übrigens in der Regel den Punkt, ab dem man von „italienisch“ statt von „italisch“ (wie in der Antike) zu sprechen habe.
Im ausgehenden 7. Jahrhundert herrschte Bürgerkrieg, in dem Cunincpert sich gegen Alahis durchsetzen konnte.
Unter Grimoald (662–671) und Liutprand (712–744) erreichte das Langobardenreich seine größte räumliche Ausdehnung. Karl der Große eroberte 774 Pavia unter dem letzten Langobardenkönig Desiderius und ließ sich selbst zum König der Langobarden krönen (→ Langobardenfeldzug).
Im Süden blieb das Herzogtum Benevent unter Arichis II., der den Titel princeps annahm und seit 774 mit königsgleicher Macht regierte, selbstständig. Vereinzelt gab es noch Widerstand gegen Karls Herrschaft. Hrodgaud, der dux (Herzog) von Friaul, beanspruchte 776 die langobardische Krone für sich und mehrere Städte schlossen sich ihm an. Er wurde von Karl dem Großen, der in Eilmärschen nach Italien kam, rasch besiegt und getötet. Auch Desiderius’ Sohn Adelchis versuchte, die langobardische Königskrone zurückzugewinnen, scheiterte aber 788 endgültig, als seine in Kalabrien gelandeten byzantinischen Truppen von Grimoald III., dem dux von Benevent, geschlagen wurden.
Die langobardische Sprache war um 1000 ausgestorben. Mit der Eroberung durch die Normannen im 11. Jahrhundert verlor auch der Dukat Benevent seine Selbstständigkeit. Der Name „Langobarden“ ist im Namen der norditalienischen Region Lombardei (italienisch Lombardia) erhalten geblieben.
Die Königskrone der Langobarden war die Eiserne Krone. Zahlreiche römisch-deutsche Herrscher des Mittelalters, etwa Konrad II., Heinrich VII. oder Karl IV., ließen sich mit ihr krönen, um ihren Anspruch auf Reichsitalien zu unterstreichen. Jahrhunderte später ließ Napoleon I. sich mit der eisernen Krone zum König von Italien krönen, um seine Herrschaft zu legitimieren.

## Herrschaftsstruktur
Bis zum 8. Jahrhundert hatte sich eine „Verwaltungsstruktur“ herausgebildet an deren Spitze der rex (König) stand. Ihm unterstanden die iudices („Richter“, Oberbeamte), die sich aus den duces (Herzöge) und gastalden bzw. comes („Pfalzgrafen“, Grafen) zusammensetzten. Das Amt des dux war auf Lebenszeit verliehen, oftmals auch erblich, während die Gastalden oft nach einiger Zeit ausgewechselt wurden. Den iudices unterstanden die actores („Geschäftsführer“, Unterbeamte), die sich in sculdahis (Schultheiß, auch rector loci), centenarius (Zentgraf, Gograf) und locopositus (örtlicher Vorgesetzter) gliedern, ohne dass deren Unterscheidungsmerkmal klar zu Tage tritt. Noch eine Stufe tiefer in der Hierarchie standen die decani (Vorsteher), saltarii („Weide“-Aufseher) und scariones, oviscariones und scaffardi (Vorgesetzte einer „Schar“) die als untergeordnete Amtsträger eher „polizeiliche“ Aufgaben erfüllten.
Als gasindi ‚königliche Hofbeamte‘ gab es den marpahis oder strator ‚Marschall, Stallmeister‘, den stolesaz oder maior domus ‚Kämmerer‘, vesterarius ‚Schatzmeister‘ und spatharius ‚Schwertträger‘, während der sonst an germanischen Höfen wichtige Mundschenk bei den Langobarden offenbar nur eine untergeordnete Rolle spielte. Der referendarius als Leiter der königlichen Kanzlei bekleidete ebenfalls ein wichtiges Hofamt.

## Sprache und Kultur

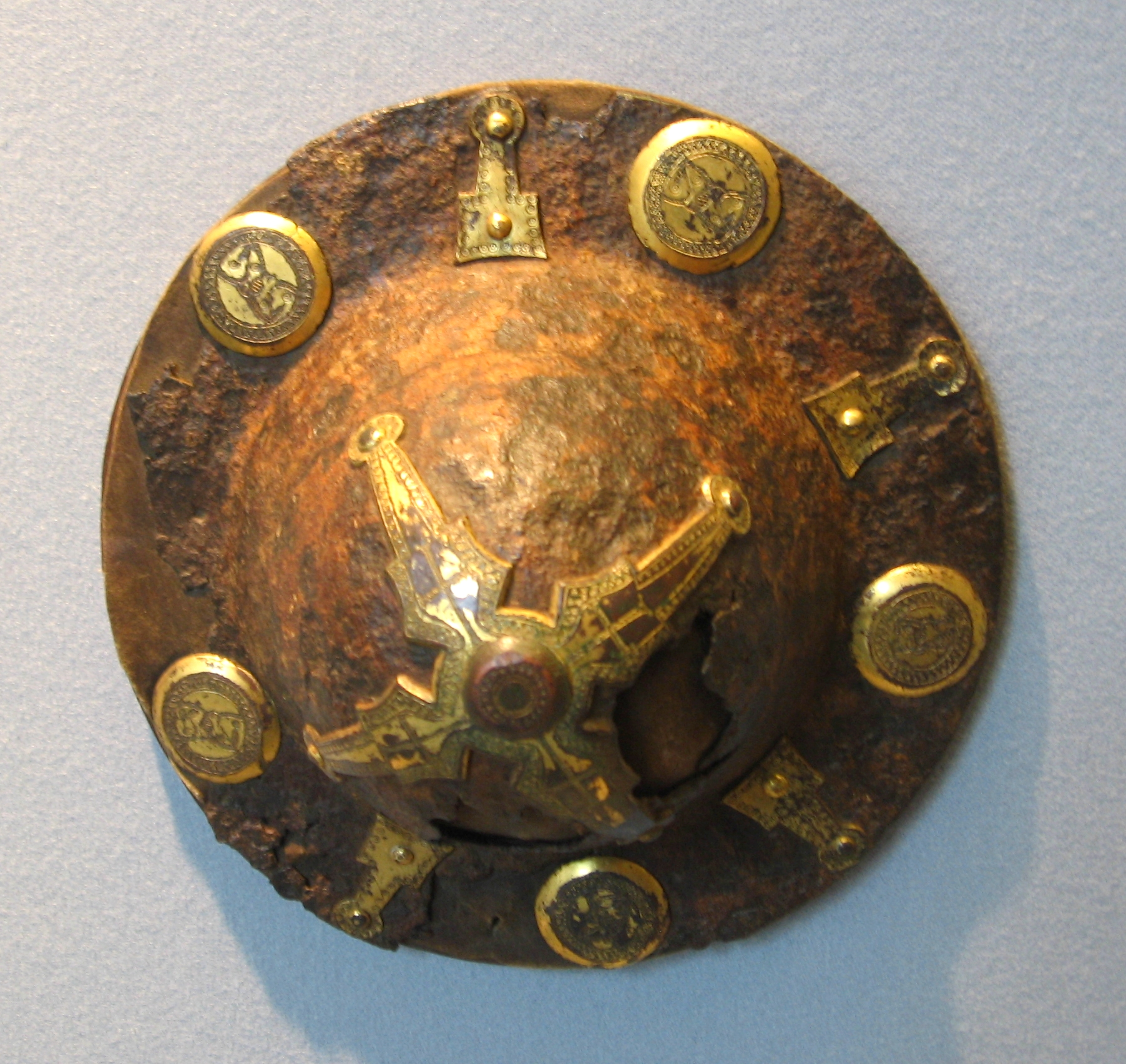
Ein Umbo (Schildbuckel) der Langobarden, Norditalien, 7. Jahrhundert

Langobardisch wurde vom 6. Jahrhundert bis Anfang des 11. Jahrhunderts von den in Norditalien eingewanderten Langobarden gesprochen. Überliefert sind im Wesentlichen nur Personennamen, Ortsnamen sowie Einzelwörter, die in der Frühzeit als Runeninschriften, später dann in lateinischen Urkunden auftauchen. Außerdem gibt es etliche langobardische Lehnwörter in norditalienischen Dialekten. Man geht allgemein davon aus, dass die langobardische Grammatik weitgehend den Strukturen des Althochdeutschen entsprach.
Kulturell bedeutete die Herrschaft der noch recht wenig zivilisierten germanischen Langobarden in dem bis dahin unter dem Einfluss der spätantiken und vor allem der byzantinischen Kunst und Kultur stehenden Norditalien zunächst einen erheblichen Rückschlag.
Das von germanischer ornamentaler Geometrik herrührende Hauptelement der langobardisch-arianischen Kunst war das Flechtbandornament, das diese zu wahrer Formvollendung brachte.

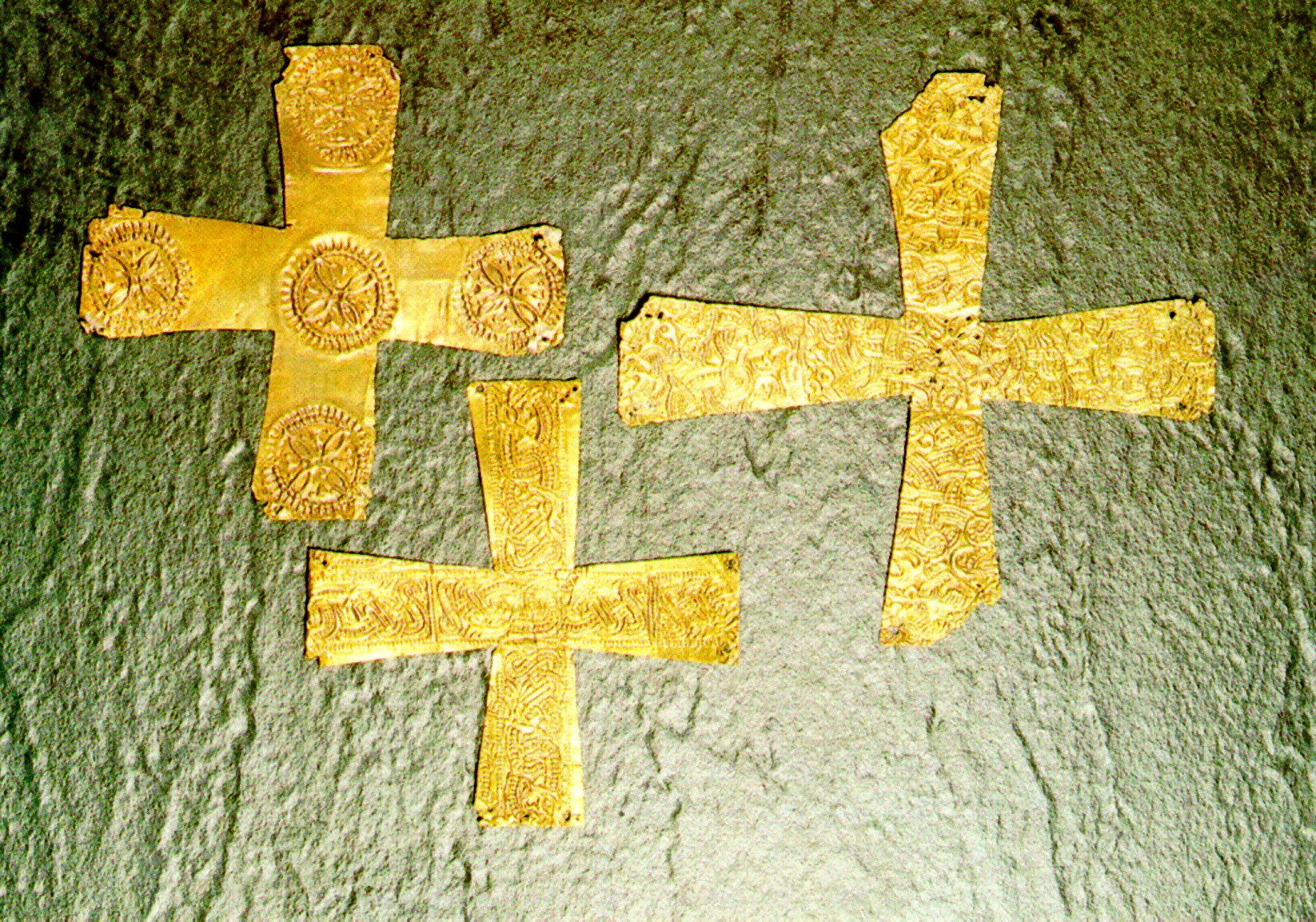
Langobardische Goldblattkreuze, Museum von Bergamo

Die langobardischen Herrscher übernahmen jedoch – ebenso wie die katholische Religion – zunehmend die lateinische Sprache und adaptierten die römischen und byzantinischen kulturellen Einflüsse. Auch das alte römische Schulwesen soll unter den Langobardenkönigen noch zu großer Blüte gekommen sein. Mit der byzantinischen Kunst waren sie schon in Pannonien in Berührung gekommen. Den byzantinischen Bauformen der Basilika und des Zentralbaus fügten sie neue Stilelemente bei, insbesondere die Verzierung der Außenwände durch Blendarkaden, Pilaster oder Lisenen und Bogenfriese. So wurde der byzantinische Baustil weiterentwickelt und gelangte als „lombardischer“ Stil zu einer neuen Blüte und Verbreitung in Westeuropa.
Als Spuren der kulturellen Leistungen der Langobarden haben sich etliche Kirchen und Klöster sowie Grabbeigaben erhalten.
Recht und Gesetz zeugen vom regen Ordnungswillen der Langobarden. König Rothari zeichnete im Edictum Rothari 643 – der ersten Kodifikation eines allerdings schon stark vom römischen beeinflussten germanischen Rechts – das langobardische Recht, ein bislang mündlich überliefertes Gewohnheitsrecht, lateinisch auf und vereinheitlichte es.
Der Geschichtsschreiber Paulus Diaconus verfasste – bereits unter der Herrschaft Karls des Großen – unter anderem die „Geschichte der Langobarden“.
Einige Forscher gehen seit Bruno Schweizer mit der Langobardentheorie des Zimbrischen davon aus, dass die letzten Reste der Langobarden in den heutigen Zimbern und ihrer altertümlichen Sprache fortleben. Diese These ist allerdings sehr umstritten und findet heute nur wenige Fürsprecher. In der Germanistik wird zudem mitunter die These vertreten, langobardischer Einfluss habe um 600 die Zweite Lautverschiebung bewirkt, durch die sich die südlichen, hochdeutschen Dialekte von den nördlichen, niederdeutschen trennten. Gestützt wird diese These nach Ansicht ihrer Vertreter dadurch, dass sich eines der frühesten Zeugnisse für die Lautverschiebung im 643 verschriftlichten Edictum Rothari findet. Auch für diese Hypothese fehlen bislang aber nach Ansicht anderer Forscher ausreichende Beweise – schon allein wegen unserer letztlich unzureichenden Kenntnisse des Langobardischen.

## Genetik
Eine paläogenetische Studie in Nature Communications (September 2018) stellte starke Ähnlichkeiten im erhaltenen Erbgut der Langobarden Italiens und der mutmaßlichen Langobarden Mitteleuropas fest. Während letztere mit den Vorgängerpopulationen in ihrem Gebiet keine besonderen Gemeinsamkeiten aufwiesen, zeigen sie starke genetische Ähnlichkeiten zu bronzezeitlichen Skandinaviern auf. Langobardische Männer trugen überwiegend Y-Chromosomen der Haplogruppen R1b und I2a2a1, die beide bei altgermanischen Völkern häufig waren. Weiterhin zeigen Männer eine größere genetische Gleichförmigkeit als Frauen, was sich als Hinweis auf verbreitete Exogamie (die Einheirat fremder Frauen in den Stammesverband) lesen lässt. Die Studie legt nahe, dass die Langobarden aus Nordeuropa stammten, patriarchal organisiert waren und durch Wanderungsbewegungen zumindest in wesentlichen Teilen als Abstammungsgemeinschaft über Mitteleuropa nach Italien gelangten.
Eine andere genetische Studie, erschienen in Science Advances, ebenfalls im September 2018, untersuchte die Überreste eines Langobarden auf einem alemannischen Friedhof. Bei ihm wurde die väterliche (Y-chromosomale) Haplogruppe R1b1a2a1a1c2b2b und die mütterliche (mitochondriale) Haplogruppe H65a ermittelt. Auf demselben Friedhof fanden sich Überreste eines fränkisch und eines byzantinisch gedeuteten Mannes, beide ebenfalls Träger der väterlichen Haplogruppe R1b1a2a1a1. Alle drei waren eng verwandt und wiesen Erbgutbeziehungen nach Nordeuropa auf, insbesondere nach Litauen und Island.
Im Januar 2019 untersuchte eine Studie im European Journal of Human Genetics die Mitochondrien-DNS zahlreicher mutmaßlich langobardischer Gräber in Mitteleuropa und Italien. Die Bestatteten waren einander relativ nah verwandt und weisen genetische Ähnlichkeiten mit Nordeuropäern jener Zeit auf, sodass die Forscher eine Einwanderung von Männern und Frauen aus dem Norden als Ursache der langobardischen Siedlung in Italien ansehen.

## Herzöge der Langobarden
Hinweis: Die ersten Herzöge bis Wacho lassen sich historisch nicht belegen; sie sind nur in der Stammes-Sage enthalten. Die Regierungszeiten bis Alboin sind nicht gesichert.
- ???–??? Ibor und Agio (auch Aio)
- ???–??? Agelmund (Sohn des Agio; aus dem Geschlecht des Gugingus)
- ???–??? Lamissio (auch Laiamicho; aus dem Geschlecht des Gugingus)
- ???–??? Lethuc (auch Lethu)
- ???–??? Hildeoc (auch Hildehoc, Aldihoc; Sohn des Lethuc)
- ???–??? Godeoc (auch Godehoc)
- 478–490 Claffo (Sohn des Godeoc)
- 490–510 Tato (Sohn des Claffo)
- 510–540 Wacho (Sohn des Unichis, Neffe des Tato)
- 540–545 Walthari
- 545–560 Audoin
- 560–572 Alboin

## Könige der Langobarden
(Lombardei, Italien)
- 568–572 Alboin
- 572–574 Cleph
- 574–584 Interregnum
- 584–590 Authari
- 590–615 Agilulf
- 615–626 Adaloald
- 626–636 Arioald
- 636–652 Rothari
- 652–653 Rodoald
- 653–661 Aripert I.
- 661–662 Godepert und Perctarit
- 662–671 Grimoald
- 671 Garibald
- 671–688 Perctarit (2. Mal)
- 688–700 Cunincpert
- 700–701 Liutpert
- 701 Raginpert
- 701 Rotharit (dux von Bergamo)
- 701–712 Aripert II.
- 712 Ansprand
- 712–744 Liutprand
- 744 Hildeprand
- 744–749 Ratchis
- 749–756 Aistulf
- 756–757 Ratchis (2. Mal)

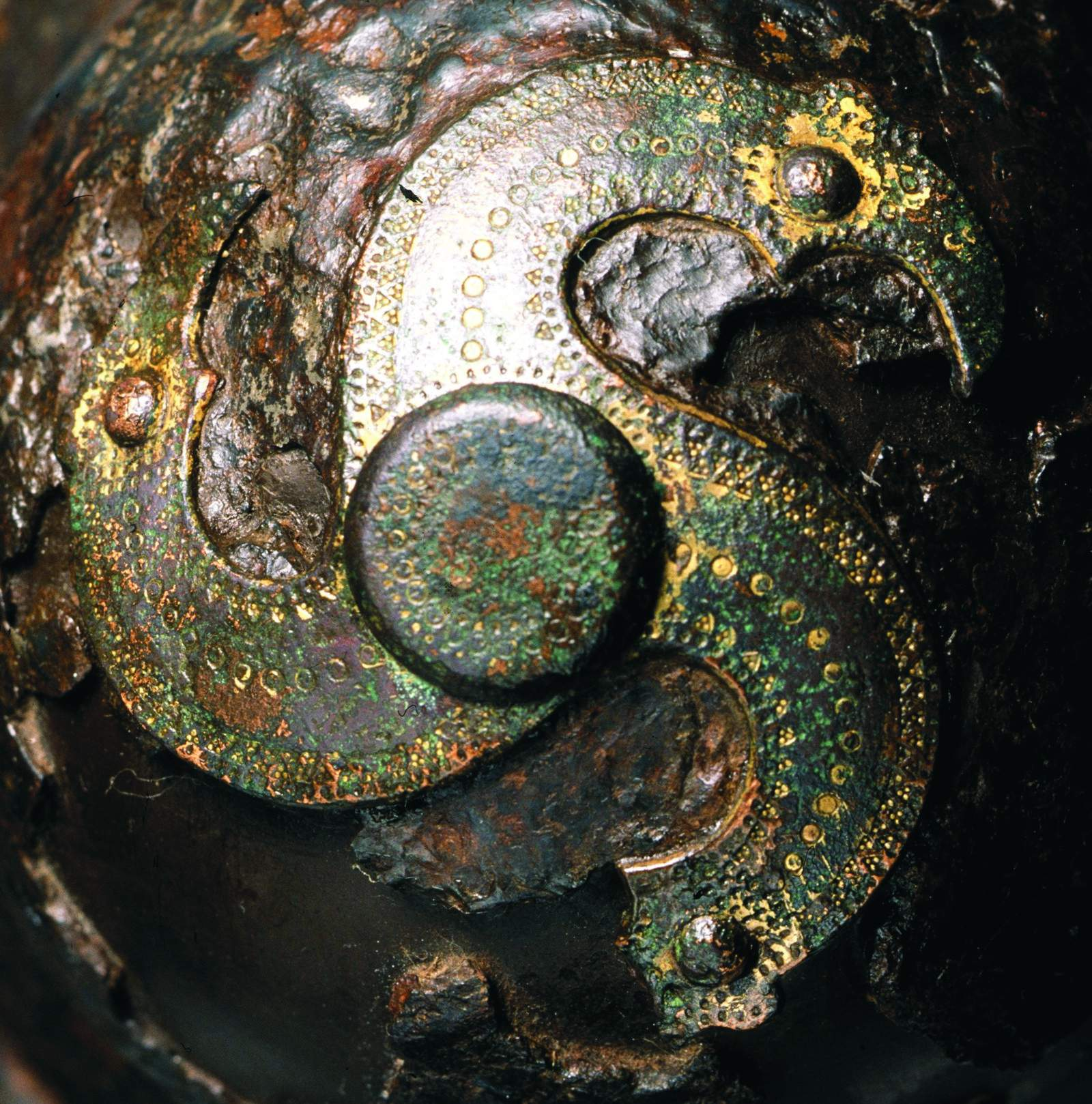
Langobardischer Umbo (Schildbuckel), Archäologisches Museum Bergamo

- 757–774 Desiderius (letzter langobardischer König der Langobarden)
- 774–781 Karl der Große in Personalunion
- 781–810 Pippin
- 810–812 Karl der Große (2. Mal) in Personalunion
- 812–818 Bernhard
- 818–822 Ludwig der Fromme
- 822–855 Lothar I. in Personalunion
- 844–875 Ludwig II.

Hier endet die Liste, da mit Ludwig II. das Amt des Herzogs der Langobarden in dem des Königs von Italien aufging – ein Titel, den Ludwig schon im Jahr 839/840 von seinem Vater erhalten hatte.

## UNESCO-Weltkulturerbe
Seit Juni 2011 ist eine Gruppe von wichtigen Gebäuden unter dem Titel Die Langobarden in Italien, Orte der Macht (568 bis 774 n. Chr.) in der Liste des UNESCO-Weltkulturerbes aufgenommen worden. Die Gebäude umfassen die wichtigsten monumentalen Zeugnisse der Langobarden, die auf italienischem Boden an sieben verschiedenen Orten zu finden sind. Diese sind Cividale del Friuli, Brescia, Castelseprio Torba, Spoleto, Campello sul Clitunno, Benevento, Monte Sant’Angelo. Sie erstrecken sich vom Norden der Halbinsel bis in den Süden, wo die Herrschaftsgebiete der wichtigsten langobardischen Herzogtümer waren.

### Überblickswerke
- Volker Bierbrauer, Christoph Eger, Robert Nedoma, Walter Pohl, Piergiuseppe Scardigli, Jürgen Udolph: Langobarden. In: Reallexikon der Germanischen Altertumskunde (RGA). 2. Auflage. Band 18, Walter de Gruyter, Berlin/New York 2001, ISBN 3-11-016950-9, S. 50–93 (Fachartikel).
- Urs Müller: Langobardische Sagen. In: Reallexikon der Germanischen Altertumskunde (RGA). 2. Auflage. Band 18, Walter de Gruyter, Berlin/New York 2001, ISBN 3-11-016950-9, S. 93–102 (einführender Fachartikel).
- Jan Bemmann, Michael Schmauder (Hrsg.): Kulturwandel in Mitteleuropa, Langobarden – Awaren – Slawen. Akten der Internationalen Tagung in Bonn vom 25. bis 28. Februar 2008. RGK. Kolloquien zur Vor- und Frühgeschichte Band 11. Bonn 2008.
- Karin Priester: Geschichte der Langobarden. Gesellschaft, Kultur, Alltagsleben. Theiss, Stuttgart 2004, ISBN 3-8062-1848-X (lebendig erzählter, gut illustrierter Einstieg).
- Jörg Jarnut: Geschichte der Langobarden. In: Urban-Taschenbücher. Band 339, Kohlhammer, Stuttgart 1982, ISBN 3-17-007515-2 (wissenschaftliche, nicht unproblematische Einführung).
- Neil Christie: The Lombards. The Ancient Longobards. Blackwell, Oxford 1995, ISBN 0-631-18238-1.
- Walter Pohl, Peter Erhart (Hrsg.): Die Langobarden. Herrschaft und Identität. In: Forschungen zur Geschichte des Mittelalters. Band 9. Verlag der Österreichischen Akademie der Wissenschaften, Wien 2005 (Forschungsstand der Langobardistik).
- Stefan Esders: Die Langobarden. Geschichte und Kultur. C. H. Beck, München 2023, ISBN 978-3-406-80033-7.

### Ausstellungskataloge
- Landschaftsverband Rheinland, Rheinisches Landesmuseum Bonn (Hrsgg.); Morten Hegewisch (Redaktion): Die Langobarden. Das Ende der Völkerwanderung. Katalog zur Ausstellung im Rheinischen LandesMuseum Bonn, 22.8.2008 – 11.1.2009. Primus, Darmstadt 2008, ISBN 978-3-89678-385-1.

### Herkunft
- Hermann Fröhlich: Zur Herkunft der Langobarden. In: Quellen und Forschungen aus italienischen Archiven und Bibliotheken. 55/56 (1976) 1–21 (online).
- Ralf Busch (Hrsg.): Die Langobarden. Von der Unterelbe nach Italien. In: Veröffentlichung des Hamburger Museums für Archäologie und die Geschichte Harburgs (Helms-Museum). Band 54. Wachholtz, Neumünster 1988, ISBN 3-529-01833-3.

### Archäologie
- Wilfried Menghin: Die Langobarden. Archäologie und Geschichte. Theiss, Stuttgart 1985, ISBN 3-8062-0364-4 (Geschichte der Langobarden aus archäologisch-historischer Sicht).
- Volker Bierbrauer: Die Landnahme der Langobarden in Italien aus archäologischer Sicht. In: Michael Müller-Wille, Reinhard Schneider (Hrsg.): Ausgewählte Probleme europäischer Landnahmen des Früh- und Hochmittelalters. Sigmaringen 1993, S. 103–172.
- Uta von Freeden, Tivadar Vida: Ausgrabungen des langobardenzeitlichen Gräberfeldes von Szólád, Komitat Somogy, Ungarn. In: Germania. Band 85, 2007, S. 359–384.
- Annamaria Pazienza: Narrating the Lombards through Archaeological Fakes. Visions of the Early Middle Ages in Italian Cultural Memory, in: Monica Baggio, Elisa Bernard, Monica Salvadori, Luca Zamparo (Hrsg.): Anthropology of Forgery. A Multidisciplinary Approach to the Study of Archaeological Fakes, Padua 2019, S. 235–257.

### Eroberung Italiens
- Panagiotis Antonopoulos: Early Peril Lost Faith. Italy between Byzantines and Lombards in the Early Years of the Lombard Settlement, A. D. 568–608, Lambert Academic Publishing, Saarbrücken 2016 (Rezension).

### Außenbeziehungen
- Konstantinos P. Christou: Byzanz und die Langobarden. Von der Ansiedlung in Pannonien bis zur endgültigen Anerkennung (500–680). Historical Publications St. D. Basilopoulos, Athen 1991, ISBN 960-7100-38-7 (deutsch und griechisch).
- Paolo Delogu u. a.: Longobardi e Bizantini. In: Paolo Delogu, André Guillou, Gherardo Ortalli, Giuseppe Galasso (Hrsg.): Storia d'Italia, Band 1. UTET, Torino 1995, ISBN 88-02-03510-5.